# Christopher Columbus Andrews

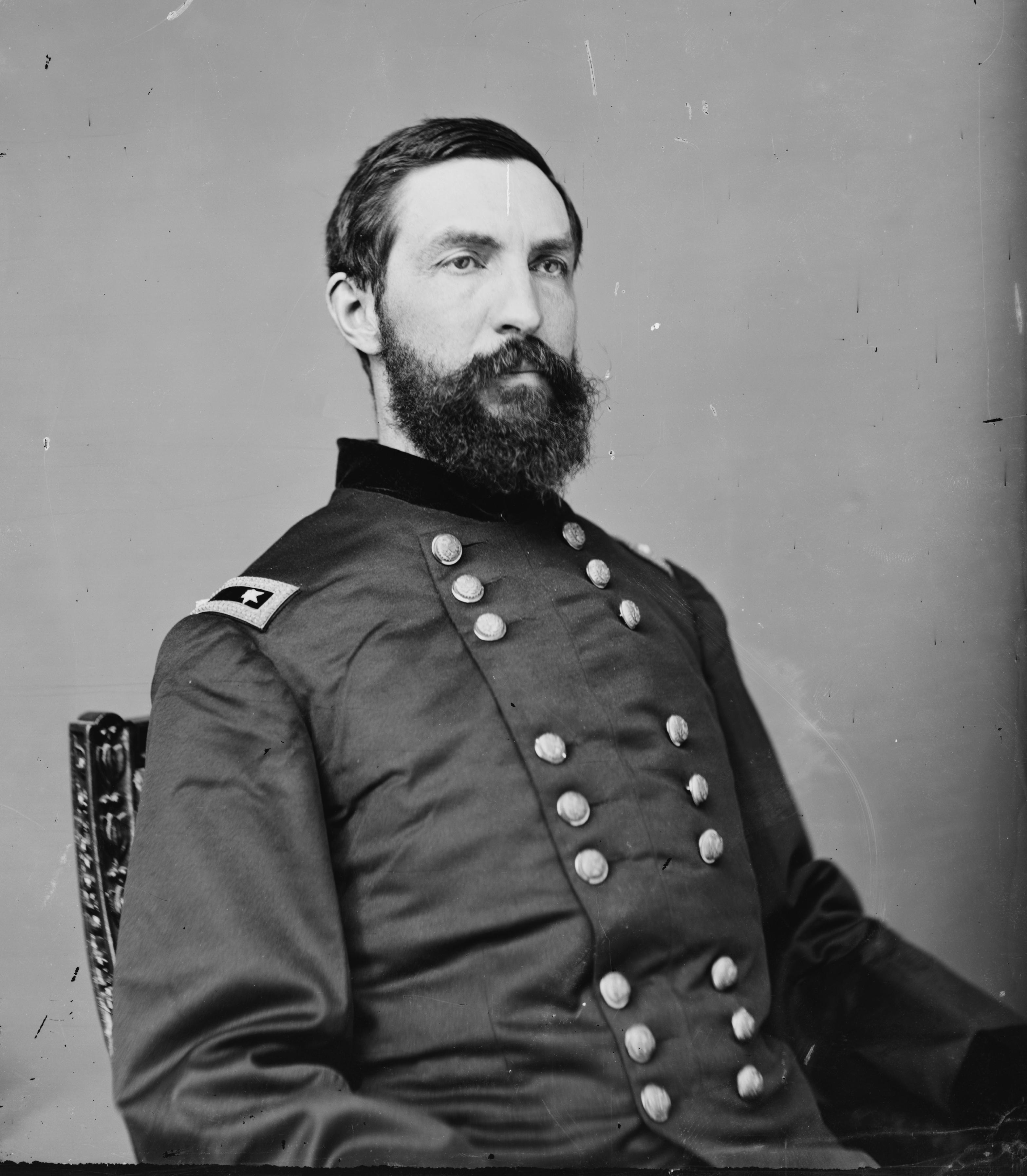
Christopher Columbus Andrews (Fotografie von Mathew B. Brady, um 1865).

Christopher Columbus Andrews (* 27. Oktober 1829 in Hillsboro, New Hampshire; † 21. September 1922 in Saint Paul, Minnesota) war ein US-amerikanischer Offizier, Jurist und Diplomat, der unter anderem zwischen 1861 und 1865 am Sezessionskrieg teilnahm und zuletzt Brigadegeneral des Unionsheeres war. Er war zudem zwischen 1869 und 1877 Ministerresident in Schweden sowie zugleich Ministerresident in Norwegen.

## Leben

### Rechtsanwalt, Staatssenator und Sezessionskrieg

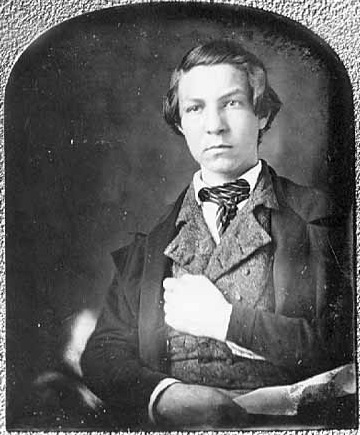
Christopher Columbus Andrews (1842)

Christopher Columbus Andrews, Sohn von Luther Andrews und Nabby Beard Andrews, absolvierte nach dem Schulbesuch in Francestown ein Studium der Rechtswissenschaften an der Harvard University und nahm nach dessen Abschluss eine Tätigkeit als Rechtsanwalt in Newton auf. 1859 wurde er für die Demokratische Partei Mitglied im Senat von Minnesota und vertrat dort bis 1860 den 20. Distrikt. 1860 war er für Minnesota Kandidat der Demokratischen Partei für das Wahlmännerkollegium (Electoral College) zur Präsidentschaftswahl.
Kurz nach Ausbruch des Sezessionskrieges am 12. April 1861 trat Andrews als Gefreiter (Private) in das Unionsheer ein und wurde als Hauptmann (Captain) in das Dritte Freiwilligen-Infanterieregiment von Minnesota (3rd Minnesota Volunteer Infantry Regiment) übernommen. Nach einem Kampf bei Murfreesboro im Oktober 1862 musste er sich ergeben und geriet in Kriegsgefangenschaft der Armee der Konföderierten Staaten von Amerika (Confederate States Army). Nach einem Gefangenenaustausch wurde er zum Oberstleutnant (Lieutenant Colonel) befördert und nahm mit dem 3rd Minnesota Volunteer Infantry Regiment während des Zweiten Vicksburg-Feldzuges (29. März bis 4. Juli 1863) an der siegreichen Schlacht um Vicksburg (19. Mai bis 4. Juli 1863) teil. Nach der Schlacht wurde er im Juli 1863 zum Oberst (Colonel) befördert und zugleich zum Kommandeur des 3rd Minnesota Volunteer Infantry Regiment ernannt. Er nahm an der Schlacht teil, die zur Eroberung von Little Rock führte, und wurde danach zum Kommandeur einer Brigade ernannt. 1864 war er Kommandeur der Unionstruppen in Augusta und übernahm nach seiner Beförderung zum Brigadegeneral (Brigadier General) der Freiwilligenverbände (US Volunteers) den Posten als Kommandeur der zum XII. Korps gehörenden 2. Division, mit der er zwischen dem 2. und 9. April 1865 an der Schlacht um Fort Blakeley teilnahm. Er erhielt den Brevet-Rang eines Generalmajors (Brevet Major General) und war zunächst Kommandeur des Militärbezirks Mobile sowie im Anschluss Kommandeur des Militärbezirks von Houston, ehe er am 15. Januar 1866 aus dem aktiven Militärdienst ausschied.

### Ministerresident in Schweden und Norwegen
Nach Kriegsende war Christopher Columbus Andrews zunächst wieder als Rechtsanwalt tätig und wechselte politisch zur Republikanischen Partei. Er war Delegierter der Republican National Convention, die vom 20. bis 21. Mai 1868 im Crosby’s Opera House in Chicago Ulysses S. Grant zum republikanischen Kandidaten bei der US-Präsidentschaftswahl 1868 nominierte. Auf dieser Convention war er zugleich Mitglied des Ständigen Organisationsausschusses (Committee on Permanent Organization). Nach der Wahl Grants zum US-Präsidenten wurde er von diesem am 16. April 1869 zum Ministerresidenten in Dänemark ernannt. Er legte zwar den Amtseid ab, übernahm diesen Posten jedoch nicht. Stattdessen wurde er am 24. Juni 1869 zum Ministerresidenten in Schweden sowie zugleich zum Ministerresidenten in Norwegen ernannt. Er überreichte am 24. Juli 1869 seine Akkreditierung und wurde nach einer Sitzungspause am 15. März 1870 vom US-Senat in diesen diplomatischen Ämtern bestätigt. Er bekleidete die Ämter als Ministerresident in Schweden und Norwegen bis zum 5. November 1877.
Andrews, der bei der Volkszählung in Minnesota 1880 Aufsichtsbeamter im dritten Bezirk war, wurde 1882 Generalkonsul in Rio de Janeiro und verblieb in dieser Funktion bis 1885. Er war zuletzt von 1895 bis 1911 Forstkommissar von Minnesota (Minnesota Forestry Commissioner). Er starb am 21. September 1923 im Alter von 92 Jahren und wurde auf dem Oakland Cemetery von Saint Paul bestattet. Aus seiner 1868 geschlossenen Ehe mit Mary Francis Baxter Andrews (1837–1893) ging die Tochter Alice E. Andrews (1869–1961) hervor.

## Veröffentlichungen
- Minnesota and Dacotah. In letters descriptive of a tour through the North-west, in the autumn of 1856. With information relative to public lands, and a table of statistics, 1857
- History of the Campaign of Mobile, 1867
- Report to the Department of state on the forests and forest-culture of Sweden, 1872
- Brazil. Its condition and prospects, 1887